# Ferdinand Amadeus von Harrsch
Ferdinand Amadeus Freiherr von Harrsch (* 1664 oder 5. Dezember 1661 in Abtsgmünd-Neubronn; † 5. April 1722 in Margarethen am Moos, heute Enzersdorf an der Fischa) war kaiserlicher Regimentsquartiermeister und Generalfeldwachtmeister und in dieser Eigenschaft ab 1706 Gouverneur von Freiburg im Breisgau. Als Festungskommandant verteidigte er gegen Ende des Spanischen Erbfolgekriegs vom 22. September bis zum 1. November 1713  zunächst Stadtfestung sowie Bergfestung gegen das französische Belagerungsheer unter General Louis Hector de Villars und nach Rückzug in die Schlösser bis zur Bestätigung der Kapitulation am 17. November die Festungsanlagen auf dem Schlossberg.

Ferdinand Amadeus Freiherr von Harrsch

## Leben

### Militärische Laufbahn
Harrsch, 1664 oder am 5. Dezember 1661 in Abtsgmünd-Neubronn geboren, studierte zunächst, doch mit sechzehn zog es ihn zu den Waffen. Anfänglich diente er in Frankreich bei den Schweizern, aber beeindruckt vom Entsatz Wiens am 3. September 1683 von der Türkenbelagerung und das Abenteuer suchend kämpfte er anschließend als Freiwilliger auf kaiserlicher Seite in Ungarn. 1686 diente er als Fähnrich dem Herzog bei Württemberg, der Harrschs Regiment der Republik Venedig überließ. So kämpfte er gegen die Türken in der Schlacht von Patras und belagerte Korinth und Athen. Bei der Belagerung von Euböa wurde er 1688 schwer verwundet. Nach seiner Genesung befehligte Harrsch als Quartiermeister eine Einheit der Rheinarmee. Sein General Erbprinz Ludwig von Baden, von Harrschs Fähigkeiten beeindruckt, machte ihn zum Generalquartiermeister, als der er im Pfälzischen Erbfolgekrieg durch seine logistischen Leistungen überzeugte. Nach dem Frieden von Rijswijk unternahm Harrsch Reisen nach Persien und Konstantinopel und heiratete anschließend Maria Cäcilia von Pozzo, die Tochter eines kaiserlichen Offiziers.
Mit dem Ausbruch des Spanischen Erbfolgekrieges diente Harrsch wieder Ludwig von Baden als Quartiermeister und Generalfeldwachtmeister. In der Schlacht bei Cassano 1705 schlug seine Einheit den linken Flügel der Franzosen entscheidend. 1707 übernahm Harrsch das Amt des Festungskommandanten in Freiburg. Nachdem die Franzosen unter Marschall Louis-Hector de Villars im August 1713 Landau erobert hatte, ließ Harrsch angesichts der drohenden Angriffsgefahr das Schussfeld um die Stadt räumen: „Die Gebäude vor dem Glacis, darunter die gerade wieder neu erbaute Pfarrkirche der Wiehre, wurden gesprengt und planiert.“

### Belagerung Freiburgs
Am 22. September 1713 umschloss ein französisches Heer unter Villars Freiburg. Prinz Eugen, Befehlshaber der Reichstruppen, hatte Harrsch befohlen, „dass er sich bis auf die letzte Extremität defendieren solle. Harrsch darauf: Ich werde mit Gottes Beistand die Stadt nie anders als durch Sturm verlieren, sodann aber soll es erst in den beiden Schlössern recht angehen, allwo man mich und meine Garnison Stück für Stück mit Minen heraussprengen muss“. In der Stadt verfügte Harrsch nur über begrenzte Vorräte und ordnete deshalb an, die brodtlose, mit Weyb und Kinder beladene Haushaltung hinaußzueschaffen. „Der Angriff auf die Stadt wurde den 29ten mit 60 Bataillons eröffnet; zugleich griffen 40 Bataillons das obere Schloß an. Villars hatte sein Hauptquartier zu Zähringen. Die Ausfälle der Belagerten waren zahlreich und sehr heftig, wiewohl im Ganzen von geringer Bedeutung. Stadt und Schloß hatten nur zwölf Stücke brauchbaren Geschützes, mit welchen sie den, seit dem 10. Oktober aufgeführten acht und vierzig Kanonen, und zehn Mörsern des Feindes antworten konnten“.
Am 1. November rief Harrsch die verschiedenen zivilen Interessenvertreter zusammen und eröffnete ihnen, dass er beschlossen habe, sich auf Grund der schwierigen Situation in die Schlösser zurückzuziehen. Zwar ersuchten die Vertreter mehrmals um Kapitulation, doch Harrsch wies eine solche entschieden zurück; stattdessen sollte ein Brief mit der Bitte um Verzicht auf Plünderungen an Villars übermittelt werden. Etwa um 10 Uhr begab sich Harrsch mit ungefähr 1.000 Soldaten in das untere Schloss, wobei er 500 Soldaten zur Deckung der Flucht in der Stadt zurückließ. Diese begannen nach erfolgtem Rückzug mit Plünderungen, was unter der Einwohnerschaft Freiburgs Panik auslöste: „In dieser Situation ergriff Franz Ferdinand Mayer die Initiative, holte mit dem Bildhauer Norbert Wüst die beiden weißen Fahnen aus dem Rathaus, begab sich auf eine der Bastionen im Westen der Stadt … und pflanzte die Fahnen dort auf.“ „Nach Uebergabe der Stadt schickte der Marschall seinen General=Major der Infanterie, de Contades, mit zwei andern Generalen, zu dem F. M. L. Harrsch in das untere Schloß, und ließ ihm bedeuten, daß, weil Harrsch keine ordentliche Capitulation für die Stadt gemacht hätte, er ihm alle zurückgelassenen Officiersfrauen, Kranke und Verwundete auf die Contrescarpe des Schlosses werde legen lassen. Am nämlichen Abend trug er eine Capitulation an, die aber nicht angenommen wurde“.
Als am 16. November der Befehl Prinz Eugens zur Übergabe eintraf, wurde „am nämlichen Tage die Capitulation unterzeichnet, und am 17ten ein Theil der Festungswerke der Schlösser von den Franzosen besetzt - 867 Kranke und Verwundete blieben, unter kaiserlicher Bedeckung, in der Stadt zurück; die übrige Zahl der lange und heftig belagerten Garnison, über 5000 Mann, zog am 20ten in größter Parade, mit fliegenden Fahnen, klingendem Spiel und brennenden Lunten, mit vier geladenen Kanonen und zwei Mörsern, aus der Festung.“
„Der Marschall Herzog von Villars, welcher, nach seiner eigenen Angabe, vor Freiburgs Mauern 15 000 Todte und Verwundete verloren, die Prinzen von Bourbon und Conty, die ganze französische Generalität, erwarteten diese Heldenschaar unweit des Predigerthors, und beeiferten sich um die Wette, ihren tapferen Feinden die höchste Achtung zu bezeigen.“

### Ehrung und Tod
„Kaiser Carl VI. bewies, wie sehr er mit dem Benehmen des Gouverneurs während dieser Belagerung zufrieden war, indem er (17. Juli 1714) Harrsch in den Grafenstand erhob, von Neuem in seinem Gouvernement bestätigte, und ihn zum Feldzeugmeister ernannte.“ So rücken nach dem Frieden von Rastatt, in dem Freiburg restituiert wurde, am 18. Jänner 1715 unter großem Jubel der Freiburger Bevölkerung österreichische Truppen unter dem Kommando des nunmehr Grafen Harrsch wieder in die Stadt ein. Als seinen Alterssitz kaufte Harrsch die Herrschaft Margarethen am Moos in Niederösterreich, wo er am Ostersonntag 1722 an einem Fieber starb. Im Freiburger Münster erinnert ein Epitaph an ihn.

### Familie
Harrsch heiratete Maria Cäcilia Pozzo di Venzone († 1756). Das Paar hatte zwei Söhne und zwei Töchter:
- Ferdinand Joseph († jung)
- Ferdinand Philipp (1704–1792), österreichischer General ⚭ Freiin Ludovica von Stöcken
- Margarethe
- Benigna ⚭ Freiherr N. N. Zobl von Giebelstadt